# John Kristel
Johannes Theodorus (John) Kristel (Amsterdam, 12 februari 1908 – Leiderdorp, 15 maart 1986), was een Nederlands musicus, drummer, bassist, orkestleider.
John Kristel werd in de Amsterdamse Pijp geboren als derde kind in het eerste huwelijk van zijn vader Johannes Theodorus Kristel en Catharina Barendina Pesscher. Zijn vader was toen magazijnmeester en later eigenaar van een reclamebureau. Hij trad in dienst bij zijn vader, maar in zijn vrije tijd was hij drummer in een amateurband en in 1925 speelde hij voor de Hilversumsche Draadlooze Omroep (HDO). Enige tijd later speelde hij in de Amerikaanse band The Kentucky Kardinals tijdens hun engagement in La Gaite in Amsterdam van december 1928 tot en met februari 1929. Datzelfde jaar vertrok hij voor het eerste engagement naar Groningen en om als leider en drummer op te treden in een eigen vijfkoppige band The Rambling Serenaders. Hier werd zijn hoofdinstrument de contrabas. Uitbreiding naar zeven leden volgde en later nog een uitbreiding naar twaalf bandleden.
In 1936 ging de groep onder de naam John Kristel en de Troubadours voor de KRO het land in om op te treden en vanaf locatie worden uitzendingen verzorgd. Er volgden buitenlandse optredens voor radio-uitzendingen in Oslo (1937), Kopenhagen (1938) en Beromünster (1939) met Nederlandse muziek, onder andere tango’s van Malando.
Omdat in Duitsland de verdiensten beter waren, vertrok het orkest in 1940 naar Hamburg, zoals ook andere dat deden. De nazi-verordeningen werkten echter tegen en de band vertrok tot najaar 1941 voor een tournee langs diverse steden. Daarna kwam Kristel weer naar Nederland. Pas in 1943 werd weer een tournee van een jaar naar Duitsland ondernomen. Na terugkeer in Nederland werd de band vanwege de verslechterde omstandigheden ontbonden. John Kristel dook onder, maar werd toch opgepakt en in Duitsland tewerkgesteld.
Na de Tweede Wereldoorlog richtte hij opnieuw een orkest op en trok hiermee twee jaar op in het buitenland. Hij begeleidde onder meer: Maurice Chevalier, Greta Keller, Lucienne Boyer, Rina Ketty, Evelyn Künecke, Mistinquette, Patachou, Mimi Thomas en Édith Piaf. Hij verzorgde optredens voor de Nederlandse, Britse en Noorse koningshuizen.
Het uitgebreide repertoire, dat zowel jazz, populair als klassiek omvatte, zorgde ervoor dat het orkest zowel in binnen- als in het buitenland veel gevraagd werd bij feestelijke gebeurtenissen.
Vanaf 1948 tot 1959 trad hij in het zomerseizoen met het orkest op op zijn vaste locatie in het Grand Hotel Kurhaus Huis ter Duin in Noordwijk aan Zee en kocht in deze plaats ook een flatwoning.
Op 10 september 1969 werd het 40-jarig jubileum gevierd en in 1971 trok Kristel zich terug en ging dieren verzorgen, terwijl het orkest nog tot 1976 onder de naam Orkest John Kristel voort bestond. John Kristel overleed in 1986.

## Talentenjachten
In 1929 begon Kristel met amateuravonden (talentenjachten), ook in het buitenland, onder de naam Cabaret der Onbekenden, waarop nieuw talent wordt gespot.
Zo won in 1937 in Sittard Toon Hermans de tweede prijs met zijn optreden als de clown Buziau en in Zwitserland in 1947 Vico Toriani de eerste prijs. Toon Hermans hielp hij aan zijn eerste platencontract.
Zo’n 35 artiesten konden hun carrière hierdoor beginnen. Onder hen waren trompettist Willy Schobben; zangeressen Corry Brokken, Connie van Bergen, Cisca Peters, Ellis de Waal, Sonja Oosterman en Connie Vink; zangers Ben Cramer en Johnny Ombach; orkestleider/arrangeur Willy Langstraat (Laguestra).

## Registraties
Het NOS-televisieprogramma Scala besteedde op 10 september 1969 aandacht aan Kristels veertigjarig jubileum.
Op 18 april 1984 besteedde het VARA-radioprogramma Wie In Het Nederlands Wil Zingen een hele uitzending aan de orkestleider.

## Trivia
John Kristel is een ver familielid van filmster Sylvia Kristel, hoewel hij elders "De oom" van haar wordt genoemd.